# Måske ku' vi
Måske ku' vi er en dansk film fra 1976, instrueret af Lasse Nielsen, Morten Arnfred og Morten Bruus efter manuskript af Lasse Nielsen og Carsten Nielsen.
Filmens soundtrack er skrevet af Sebastian.

## Handling
Kim er en 15-årig dreng, der bor alene sammen med sin mor. En dag bliver han og en pige på hans alder taget som gidsler under et bankrøveri. Kim udvikler et venskab med bankrøveren.

## Efterfølgende påstande om overgreb på børneskuespillere
I foråret 2018 udtalte flere af filmens børneskuespillere, både drenge og piger, at de var blevet krænket og seksuelt misbrugt af manuskriptforfatter og instruktør Lasse Nielsen under indspilningen af filmen. Lasse Nielsen har besvaret kritikken med, at han havde forhold til flere unge mænd, som har medvirket i hans film, men han altid har fulgt lovens rammer, og at de seksuelle forhold altid har været med samtykke.

## Medvirkende
- Karl Wagner som Kim
- Marie-Louise Coninck som Kims mor
- Ole Meyer som Kims kammerat
- Marianne Groth Svendsen som Marianne
- Ole Ernst som bankrøver
- Morten Hovman som bankrøver
- Beth Lendorf som bankrøver
- Kirsten Søberg som Kims mormor
- Ib Tardini som idrætslærer
- Morten Christensen som sommerhusbeboer